# Wir danken dir, Gott, wir danken dir
Wir danken dir, Gott, wir danken dir (Nous te rendons grâces, ô Dieu, nous te rendons grâces), (BWV 29), est une cantate religieuse de Johann Sebastian Bach composée à Leipzig en 1731.

## Histoire et livret
Bach composa la cantate pour l'inauguration d'un nouveau conseil municipal qui eut lieu dans un service festif le lundi suivant la saint Barthélémy le 27 août 1731. Elle fut jouée à l'église Saint-Nicolas où on a traces de nouvelles exécutions les lundi 31 août 1739 et 25 août 1749. Il avait déjà écrit les cantates Preise, Jerusalem, den Herrn, BVW 119 et Gott, man lobet dich in der Stille (BWV 120) pour la même occasion. Bach utilisa la musique du mouvement choral pour le « Gratias » dans le Gloria de sa Messe en si mineur et plus tard également le « Dona nobis pacem » en conclusion de cette œuvre.

## Structure et instrumentation
L'instrumentation reflète l'atmosphère festive pour laquelle la cantate avait été composée : trois trompettes, timbales, deux hautbois, violons, altos et basse continue avec quatre voix solistes (soprano, alto, ténor, basse) et chœur à six voix plus un solo d'orgue.
Il y a huit mouvements :
1. sinfonia
2. chœur : Wir danken dir, Gott, wir danken dir
3. aria (ténor, violon) : Halleluja, Stärk und Macht
4. récitatif (basse) : Gottlob! es geht uns wohl!
5. aria (soprano, hautbois, cordes) : Gedenk an uns mit deiner Liebe
6. récitatif (alto, chœur) : Vergiß es ferner nicht, mit deiner Hand
7. aria (alto) : Halleluja, Stärk und Macht
8. choral : Sei Lob und Preis mit Ehren

## Musique
La musique du sinfonia d'ouverture est un arrangement du prélude de la partita pour violon n° 3 BWV 1006. Un solo de l'orgue joue la partie originale pour violon tandis que l'orchestre l'accompagne. Cette sinfonia a inspiré Camille Saint-Saëns qui l'a transcrite pour piano en 1862, Benjamin Costello pour deux pianos et plusieurs adaptations à l'orgue dont celles d'Alexandre Guilmant, de Marcel Dupré, d'André Isoir, etc.
Le chœur, sur le deuxième verset du Psaume 75 (74), est écrit en vénérable stile antico. La basse commence un thème d'une grande simplicité en étapes égales, imitée par le ténor après une mesure, l'alto deux mesures plus tard et enfin le soprano encore une mesure plus tard, ce qui crée une riche texture vocale. Un contresujet illustre la narration des miracles de Dieu, embellissant les mots verkündigen (proclamer) et Wunder (miracle). Au début, seuls les hautbois et les cordes jouent colla parte, puis une trompette double la soprano, aidée par deux trompettes qui prennent part à la polyphonie, jusqu'à ce qu'un point culminant soit atteint avec l'entrée d'une troisième trompette et des timbales. Bach adapta avec quelques changements mineurs le « Gratias » de sa messe pour la cour de Dresde en 1733 qu'il incorpora ultérieurement dans le Gloria de sa Messe en si mineur qui exprime la même idée. Il adapta plus tard la musique comme Dona nobis pacem pour conclure l’œuvre.
Le ténor, un violon solo et le continuo sont partenaires égaux dans l'aria da capo qui suit.
L'aria de la soprano est accompagnée du hautbois et des cordes sur un rythme de sicilienne tandis que le continuo se repose durant les parties vocales.
Après un récitatif qui aboutit à un « Amen » chanté par toutes les voix, l'alto, accompagné par l'orgue, répète la principale section de l'aria du ténor. Pareille reprise des thèmes (3 et 6) et des instruments (1 et 6) est inhabituelle dans les cantates de Bach.
Dans le choral final, les trompettes accentuent les fins de quelques vers de la cinquième strophe du Nun lob, mein Seel, den Herren de Johann Gramann.

## Sources
- (de) Cet article est partiellement ou en totalité issu de l’article de Wikipédia en allemand intitulé « Wir danken dir, Gott, wir danken dir » (voir la liste des auteurs).
- Gilles Cantagrel, Les cantates de J.-S. Bach, Paris, Fayard, mars 2010, 1665 p.  (ISBN 978-2-213-64434-9)